# Liste von Personen der Stadt Bad Oeynhausen
Diese Liste enthält die Namen von Personen, die in irgendeiner Beziehung zur Stadt Bad Oeynhausen, Kreis Minden-Lübbecke in Nordrhein-Westfalen,stehen. Soweit ein Name in einer oberen Kategorie bereits genannt ist, erscheint er in einer unteren Kategorie kein weiteres Mal.

## Ehrenbürger
- 1912: Paul Baehr (1855–1929), 2. Bürgermeister der Stadt, Stadtverordnetenvorsteher, Schriftsteller, Autor von Heimatliteratur über Bad Oeynhausen
- 2008: Reiner Körfer (* 1942), Herzchirurg und Ärztlicher Direktor des Herz- und Diabeteszentrums NRW in Bad Oeynhausen

## Personen mit Bezug zu Bad Oeynhausen
Folgende Personen haben eine besondere persönliche Beziehung zu Bad Oeynhausen; einige von ihnen sind auch dort geboren oder verstorben.
- Karl von Oeynhausen (1795–1865), Berghauptmann, erschloss die erste Solequelle in Bad Oeynhausen
- Julius Braun (1821–1878), Mediziner, Badearzt und Dichter in Bad Oeynhausen
- August Friedrich Georg Disselhoff (1829–1903), Pfarrer und Lyriker, Prediger in Bad Oeynhausen
- Eduard Hoffmann (1832–1894), Unternehmer, Lehre in Bad Oeynhausen
- Reinhold Meyer (1833–1910), Mediziner, in Bückeburg geboren und aufgewachsen
- Friedrich Christoph Pelizaeus (1851–1942), Arzt, arbeitete in Bad Oeynhausen
- Georg von Borries (1857–1922), Politiker, starb in Bad Oeynhausen
- Elsbeth Montzheimer (1858–1926), Schriftstellerin, lebte in Bad Oeynhausen
- Christian Colberg (1859–1911), Fotograf in Bad Oeynhausen
- Hermann Krekeler, Pfarrer, Gründer des Wittekindshofs in Volmerdingsen
- Wilhelm Schlüter (1871–1930), Politiker (SPD), in Rehme aufgewachsen, arbeitete in Bad Oeynhausen
- Lisa Löns (1871–1955), Journalistin, Übersetzerin und Schriftstellerin, lebte und starb in Bad Oeynhausen
- Karl Koch (1876–1951), Superintendent, Präses der Evangelischen Kirche von Westfalen, Pfarrer in Bad Oeynhausen
- Adolf von Oeynhausen (1877–1953), Jurist, Regierungspräsident, SS-Brigadeführer, 1943 nach Differenzen mit dem Gauleiter verabschiedet
- Walther Flechtheim (1881–1949), Varieté-Künstler in Bad Oeynhausen
- Carl Jäcker (1884–1974), Politiker (SPD)
- Wilhelm Nieberg (1887–1970), Politiker (DVP, NSDAP, CDU), Lehre in Bad Oeynhausen
- Klotilde Gollwitzer-Meier (1894–1954), Balneologin in Bad Oeynhausen
- Paul Gerd Guderian (1896–1923), Kunstmaler und Kostümbildner, lebte und starb in Bad Oeynhausen
- Jan Bontjes van Beek (1899–1969), bildender Künstler, arbeitete in Dehme
- Karl Paetow (1903–1992), Stifter und Leiter des Märchen- und Wesersagenmuseums Bad Oeynhausen
- Johannes Baptist Waas (1904–2002), Schriftsteller in Bad Oeynhausen
- Hans Thimme (1909–2006), Theologe, Präses der Evangelischen Kirche von Westfalen, Vikar in Bad Oeynhausen
- Kurt Lütgen (1911–1992), Schriftsteller, lebte in Bad Oeynhausen
- Rudolf Pörtner (1912–2001), Schriftsteller und Historiker, Schulbesuch in Bad Oeynhausen
- Werner Sanß (1913–2004), Theologe und Vikar in Bad Oeynhausen, Politiker (DFU)
- Hans-Georg Stemann (1916–2011), Arzt und Admiraloberstabsarzt, arbeitete in Bad Oeynhausen
- Ulrich Gleichmann (1933), Kardiologe
- Reinhard Rürup (1934–2018), Historiker, wuchs in Bad Oeynhausen auf
- Jochen Fahrenberg (* 1937), Persönlichkeitspsychologe und Psychophysiologe, arbeitete in Bad Oeynhausen
- Hermann Oetting (* 1937), Ingenieur und Politiker, Praktikum in Bad Oeynhausen
- Jan Reichow (1940–2025), Geiger und Musikkritiker, aufgewachsen in Lohe
- Heinrich Dietmar Borcherding (* 1942), Politiker, arbeitete in Bad Oeynhausen
- Fritz Rolf Baur (* 1945), aufgewachsen in Bad Oeynhausen
- Ingo Petzke (* 1947), Filmemacher und Autor, arbeitete in Bad Oeynhausen
- Otto Foit (* 1947), Klinikmanager, Geschäftsführer des HDZ NRW in Bad Oeynhausen
- Margarete Zimmermann (* 1949), Romanistin
- Roland Pröll (* 1949), Musiker, arbeitete in Bad Oeynhausen
- Bernhard Sprute (* 1949), bildender Künstler, lebt und arbeitet in Bad Oeynhausen
- Dieter Horstkotte (* 1951), Kardiologe im HDZ NRW
- Helge Timmerberg (* 1952), Journalist, wuchs in Bad Oeynhausen auf
- Olaf Kappelt (* 1953), Publizist, arbeitete in Bad Oeynhausen
- Hans-Georg Kluge (* 1953), Schulbesuch in Bad Oeynhausen
- Erhard O. Müller (1955–2008), Sozialwissenschaftler, Journalist und Publizist, wuchs in Bad Oeynhausen auf
- Norbert Horst (* 1956), Autor, wuchs in Bergkirchen auf
- Hans-Christian Pape (* 1956), Neurophysiologe
- Wolfgang Burchert (* 1958), Nuklearmediziner im HDZ
- Diethelm Tschöpe (* 1958), Diabetologe im HDZ NRW
- Tilmann Meyer zu Erpen (* 1959), Reiter, arbeitete in Bad Oeynhausen
- Peggy Wehmeier (* 1960), Autorin
- Arno Meyer zu Küingdorf (* 1960), Autor, wuchs in Bad Oeynhausen auf
- Jochen Althoff (* 1962), Altphilologe, Schüler in Bad Oeynhausen
- Jan Gummert (* 1963), Herzchirurg und Ärztlicher Direktor im HDZ NRW
- Markus Wagner (* 1964), Politiker (AfD), Schüler in Bad Oeynhausen
- Christian Lohse (* 1967), Koch, arbeitete in Bad Oeynhausen
- Latica Honda-Rosenberg (* 1971), Violinistin
- Christopher Spehr (* 1971), evangelischer Theologe
- René Müller (* 1974), Fußballer, spielte beim FC Bad Oeynhausen
- Arne Friedrich (* 1979), Fußballspieler, wuchs in Bad Oeynhausen auf und spielte beim FC Bad Oeynhausen
- Daniel Budiman (* 1983), Fernsehmoderator, Schulbesuch in Bad Oeynhausen

## Personen, deren Leistungen in  Bad Oeynhausen sichtbar sind
Folgende Künstler oder Architekten, die nicht Bürger der Stadt waren, sind mit ihren Werken in Bad Oeynhausen vertreten:
- Peter Joseph Lenné (1789–1866), Gartenarchitekt, entwarf den Kurpark von Bad Oeynhausen
- Friedrich Hartjenstein (1881–1943), Architekt, Planer der „Gartenstadt“-Siedlung in Bad Oeynhausen
- Diez Brandi (1901–1985), Architekt der Auferstehungskirche Bad Oeynhausen
- Hans Gottfried von Stockhausen (1920–2010), bildender Künstler, schuf Glasfenster für die Auferstehungskirche
- Ernemann Sander (1925–2020), bildender Künstler, schuf Werke für Bad Oeynhausen
- Heinz Lilienthal (1927–2006), Maler, schuf Kirchenfenster in Dehme
- Frank Gehry (* 1929), Architekt, entwarf zwei Bauten für Bad Oeynhausen

## In Bad Oeynhausen geboren
Weiterhin wurden folgende Personen in Bad Oeynhausen oder deren früher selbständigen Stadtteilen geboren:
- 1852: August von Borries, Ingenieur († 1906)
- 1863: Max Rüdenberg, Fabrikant und Politiker († 1942)
- 1878: Robert Schmidt, Kunsthistoriker, Museumsdirektor († 1952)
- 1880: Fritz Tarnow, Gewerkschafter und Politiker (SPD) († 1951)
- 1886: Friedrich Altemeier, Jagdflieger († 1968)
- 1893: Paul Hecker, Kaufmann, Mitglied der Bremischen Bürgerschaft (SRP) († 1957)
- 1895: Elisabeth Hecker, Kinderärztin und Kinder- und Jugendpsychiaterin, Beteiligte am NS-Euthanasie-Programm († 1986)
- 1895: Walther Victor, Publizist und Schriftsteller († 1971)
- 1899: Arnold Büscher, Leiter der Lagerwache im KZ Plaszow († 1949)
- 1902: Walther Ludwig, Opern- und Liedersänger († 1981)
- 1902: Martin Wellmer, Historiker und Archivar († 1972)
- 1907: Wolfram Dörinkel, Politiker (NSDAP, FDP) († 1975)
- 1913: F. Wolfgang Schnell, Agrarwissenschaftler († 2006)
- 1916: Hans-Georg Stemann, Admiraloberstabsarzt der Bundeswehr († 2011)
- 1920: Gerhard Limberg, Inspekteur der Luftwaffe († 2006)
- 1921: Karl-Heinz Spilker, Mitglied der Waffen-SS Leibstandarte SS Adolf Hitler, Politiker (CSU) († 2011)
- 1929: Günter Hitzemann, Baptistenpastor, Diakoniechef und Kirchenpräsident († 2015)
- 1930: Friedhelm Farthmann, Landesminister (SPD) († 2024)
- 1931: Ralf Dreier, Rechtswissenschaftler († 2018)
- 1932: Hans Hoffmeister, Chemiker und Institutsleiter
- 1933: Karl-Friedrich Knoche, Maschinenbauingenieur und Hochschullehrer († 2016)
- 1935: Siegfried Linkwitz, Ingenieur († 2018)
- 1938: Walfried König, Ministerialbeamter
- 1941: Lothar Papula, Mathematiker und Autor
- 1943: Bernd Bohmeier, Schriftsteller und Maler
- 1944: Friedrich Bergmann, Politiker (FDP)
- 1944: Peter Conrady, Literaturwissenschaftler
- 1944: Britt Hagen, Schlagersängerin
- 1944: Rudolf Pörtner junior, Philologe, Hochschullehrer und Studentenwerks-Geschäftsführer
- 1956: Ulf Meyer zu Kueingdorf, Grafiker, Autor und Editor
- 1958: Ernst-Wilhelm Rahe, Politiker (SPD)
- 1959: Fred Apke, Dramatiker, Regisseur und Schauspieler
- 1960: Dirk-Friedrich Klagges, Generalarzt der Bundeswehr
- 1960: Arno Meyer zu Küingdorf, Unternehmer und Schriftsteller
- 1962: Jörg Rogge, Historiker
- 1965: Hans Bernsdorff, Altphilologe
- 1965: Bernd Schröder, evangelischer Theologe
- 1966: Christian Berg, Autor und Komponist († 2022)
- 1968: Heiko Tiemann, Photograph
- 1969: Ariel Hauptmeier, Journalist und Buchautor
- 1969: Carmen Meinert, Religionswissenschaftlerin
- 1970: Uwe Skrzypek, Politiker
- 1971: Daniela Elsner, Anglistin und Didaktikerin
- 1971: Arndt Klocke, Politiker (Grüne)
- 1971: Alexandra Rietz, Kommissarin und Schauspielerin
- 1971: Christopher Spehr, evangelischer Theologe
- 1973: Torben Giehler, Maler
- 1974: Christoph Bleidorn, Biologe, Zoologe, Hochschullehrer und Museumsleiter
- 1974: Lars Bökenkröger, Politiker (CDU), Bürgermeister
- 1975: Sebastian Krämer, Chansonnier und Liedermacher
- 1976: Yvonne Rüger-Krömker, Triathletin
- 1976: Grant Hendrik Tonne, Politiker (SPD), Minister in Niedersachsen
- 1977: Rike Schäffer, Schauspielerin
- 1978: Timo Kölling, Schriftsteller
- 1980: Anna Bölling, Politikerin (CDU)
- 1982: Victor Perli, Politiker (PDS, Linke)
- 1991: Richard Becker, Tennisspieler
- 1998: Nina Lange, Fußballspielerin

## In Bad Oeynhausen verstorben
Weiterhin verstarben in Bad Oeynhausen folgende Personen:
- Melanie von Schlotheim (1803–1876), Gräfin, uneheliche Tochter von Jérôme Bonaparte
- Georg von Vincke (1811–1875), Politiker
- Franz Bölsche (1869–1935), Musiker und Komponist
- Marie Charlotte Siedentopf (1879–1968), Jugendbuchautorin
- Albert Wodrig (1883–1972), Offizier
- August Weinhold (1892–1961), Politiker (SPD)
- Friederike Charlotte Louise Nadig (1897–1970), eine der vier „Mütter“ des Grundgesetzes
- Max Strub (1900–1966), Violinist
- Kurt Thomas (1904–1973), Komponist und Chorleiter
- Adolf von Thadden (1921–1996), Politiker (NSDAP, DKP-DRP, DRP, NPD)
- Reinhart Koselleck (1923–2006), Historiker